# John Pelling
John Albert Pelling (* 27. Mai 1936 in London; † 2023) war ein britischer Degenfechter.

## Erfolge
John Pelling gewann 1957 in Paris zunächst Bronze im Mannschaftswettbewerb der Weltmeisterschaften, ehe er 1965 ebenfalls in Paris mit der Mannschaft Vizeweltmeister wurde. Zweimal nahm er an Olympischen Spielen teil: bei den Olympischen Spielen 1960 in Rom zog er mit der britischen Equipe ungeschlagen ins Finale ein, in dem sich Italien mit 9:5 durchsetzte. Gemeinsam mit Michael Alexander, Bill Hoskyns, Raymond Harrison, Allan Jay und Michael Howard erhielt Pelling die Silbermedaille. Im Einzel schied er in der zweiten Runde aus. 1964 belegte er in Tokio mit der Mannschaft den neunten Platz. Bei den British Empire and Commonwealth Games 1962 in Perth und 1966 in Kingston gewann Pelling jeweils die Silbermedaille in der Einzelkonkurrenz sowie die Goldmedaille im Mannschaftswettbewerb. 1961 und 1965 wurde er britischer Meister.